# Guvernementet Kursk
Guvernementet Kursk var ett guvernement i Ryssland och Ryska SFSR, 1779-1926.
Det omgavs av guvernementen Tjernigov, Orel, Voronezj, Charkov och Poltava. Det hade en yta på 46 456 km2 och en befolkning på 2,9 miljoner invånare (1908).
Kursk var ett
slättland, med lindrig stigning åt öster och genomfårat av en mängd vattendrag, tillhörande dels Dnjeprs, dels
Dons system. Jorden, som överst bestod av den berömda
"svartjorden", var synnerligen bördig. Klimatet var kontinentalt, med stränga vintrar (medeltemperatur för januari -10°, för juli 20°), men tillät dock i söder odling av valnötter och kastanjer.
74 procent av arealen låg under jordbruk, och guvernementet avyttrade i vanliga år stora mängder spannmål. Biskötseln lämnade i handeln massor av honung och vax. Mycket
kalk och krita bröts. Industrin var svagt utvecklad;
dess viktigaste produkt var betsocker, därefter mjöl, brännvin, läder- och tobaksvaror. Omkring 80-100 tusen personer sökte årligen sin utkomst i andra guvernement. En stor del av handeln var koncentrerad på årliga marknader, i synnerhet Korenaja-marknaden (efter påsk), som besöktes av 30-40 tusen människor.
Befolkningen bestod huvudsakligen av ryssar (76 procent) och
ukrainare (24 procent). Med undantag av ett fåtal (2 procent) raskolniker bekände sig invånarna till grekisk-katolska läran.